# Tamm-Dancoff-Näherung
Mit der Tamm-Dancoff-Näherung (TDA) ist es möglich, kollektives Verhalten in der Vielteilchentheorie von Fermionen durch 1-Teilchen-1-Loch-Anregungen (1p1h-Anregung) zu beschreiben. Sie ist benannt nach Igor Tamm (1945) und Sidney Dancoff (1950).

## Beschreibung an einem Beispiel aus der Kernphysik
Hier wird die TDA am Beispiel der Kernphysik erläutert. Im Schalenmodell der Theorie der Atomkerne ergibt sich die Schalenstruktur, indem man die Schrödingergleichung für ein mittleres Kernpotential löst. Analytische Ausdrücke für die Schalenenergien erhält man z. B. für ein Kastenpotential oder den sphärischen harmonischen Oszillator. Bessere Ergebnisse erhält man für ein Woods-Saxon-Potential (Kastenpotential mit unscharfem Rand). Die korrekten magischen Zahlen erhält man nur, indem man noch die Spin-Bahn-Wechselwirkung berücksichtigt. Diese Stufe des Modells berücksichtigt von der relativ komplizierten Natur der Wechselwirkung der Nukleonen untereinander lediglich gemittelte Effekte, was beispielsweise in dem Woods-Saxon-Potential plus Spin-Bahn-Wechselwirkung zum Ausdruck kommt. 
Füllt man die so erhaltenen Schalen einfach mit Nukleonen auf, erhält man nur in sehr grober Näherung den wirklichen Atomkern. Die einfachsten Anregungen im Schalenmodell sind 1-Teilchen-1-Loch-Anregungen. Dabei wird ein Nukleon aus einer Schale in eine höhere, noch unbesetzte Schale gehoben. Dieses Vorgehen liefert für Kerne mit wenigen Valenznukleonen, also wenig Nukleonen außerhalb der letzten abgeschlossenen Schale, gute Ergebnisse. Bei einer größeren Anzahl von Valenznukleonen wird dieses Vorgehen problematisch, da eine Anregung z. B. auch eine quantenmechanische Superposition vieler 1-Nukleonen-Anregungen sein kann. Man spricht dann von Korrelationen und Kollektivität.
Hier genau setzt die Tamm-Dancoff-Näherung ein. Die Näherung besteht darin, dass eben nur 1-Teilchen-1-Loch-Anregungen berücksichtigt werden. Die Wellenfunktion der angeregten Zustände wird ausgehend vom Schalenmodell-Grundzustand berechnet. Angeregte Zustände werden beschrieben durch eine Superposition aller 1p1h-Anregungen und wendet dafür das Hartree-Fock-Verfahren an. Man berechnet den energetisch niedrigsten Zustand, verkleinert den Hilbertraum des Systems, indem man diesen Zustand herausnimmt und nur dazu orthogonale Zustände mitberücksichtigt, berechnet wieder den energetisch niedrigsten Zustand in dem neuen kleineren Hilbertraum usw. In der Praxis kann man aber oft nicht alle möglichen 1p1h-Anregungen berücksichtigen, sondern schneidet den Hilbertraum bei energetisch höheren 1p1h-Anregungen ab, z. B. nach der nächsten oder übernächsten unbesetzten Schale. 
Die so berechneten Zustände können kollektiven Charakter haben und z. B. Vibrationen der Kernoberfläche darstellen. Solche Zustände bezeichnet man oft analog zu Gitteranregungen in der Festkörperphysik als Phononen. Die Analogie ist jedoch nicht exakt. 
Die TDA ist relativ gut, so dass man auch verschiedene Phononen koppeln kann – was über den eigentlichen Rahmen der Näherung hinausgeht. Man kommt so zu höher angeregten Zuständen, die durch die TDA fast noch exakt beschrieben werden, aber im reinen Schalenmodell hochkomplexe Konfigurationen darstellen. Ein Beispiel: In den meisten gg-Kernen (gerade Anzahl von Protonen und Neutronen) mit wenig/keiner Deformation (also in Schalennähe) findet man die niedrig liegenden Zustände 2+ und 3− (die Zahlen bedeuten Drehimpulswerte und Parität). Diese Zustände kann man als Quadrupol- und Oktupoldeformationsschwingungen der Kernoberfläche deuten. Bei der Summenenergie dieser beiden Zustände findet man ein Triplett-Zustand aus 1−, 3− und 5−, welches durch Kopplung der beiden Phononen erzeugt wird. Wäre die Kopplung perfekt, hätten diese drei Zustände exakt die gleiche Energie, durch eine leicht anharmonische Kopplung spalten diese drei Zustände jedoch energetisch auf.
Ein Nachteil der TDA ist, dass der Grundzustand explizit keine Korrelationen enthält. Dies wird jedoch in einer der TDA verwandten Methode, der Random-Phase-Approximation (RPA), beseitigt.